# جينجر
جينجر (بالإنجليزية: Ginger)‏ هو مغني وكاتب أغاني بريطاني، ولد في 17 ديسمبر 1964 في ساوث شيلدز ‏ في المملكة المتحدة.

## وصلات خارجية
- الموقع الرسمي
- جينجر على موقع IMDb (الإنجليزية)
- جينجر على موقع ميوزك برينز (الإنجليزية)
- جينجر على موقع أول ميوزيك (الإنجليزية)
- جينجر على موقع ديسكوغز (الإنجليزية)